# Flandern Rundt 2013
Flandern Rundt 2013 var den 97. udgave af den belgiske cykelklassiker Flandern Rundt, og kørtes i 100-året for den første udgave. Løbet blev afholdt søndag den 31. marts 2013 med start i Brugge og mål i Oudenaarde i Østflandern. Løbet er det ottende i UCI World Tour 2013.
På løbets næstsidste stigning, Oude Kwaremont, satte Fabian Cancellara pres på feltet så kun Peter Sagan kunne følge med. De hentede polakken Michał Kwiatkowski, der havde været i udbrud en stor del af dagen, lige før toppen. Jürgen Roelandts, der tidligere havde kørt op til udbryderne, lå forrest som den eneste foran Cancellara og Sagan, men blev hentet kort før den sidste stigning Paterberg. På denne stigning kørte Cancellara væk fra Sagan og kunne dermed vinde sit andet Flandern Rundt.
En af de andre favoritter, Tom Boonen, styrtede efter ca. 20 km og udgik idet han blev kørt på hospitalet.
Peter Sagan udløste, ved præmieceremonien, en mindre storm på de sociale medier, da han tog en af kyssepigerne på bagdelen.

## Deltagende hold
På grund af at Flandern Rundt er en del af UCI World Tour, er alle 18 UCI ProTour-hold automatisk inviteret og forpligtet til at sende et hold. Derudover kan løbsarrangøren inviterer et antal hold fra lavere rækker.
| UCI ProTour-hold: - Ag2r-La Mondiale (ALM) - Argos-Shimano (ARG) - Astana Pro Team (AST) - Belkin Pro Cycling (BEL) - BMC Racing Team (BMC) - Cannondale (CAN) - Euskaltel-Euskadi (EUS) - FDJ (FDJ) - Garmin-Sharp (GRM) | 0 - Lampre-Merida (LAM) - Lotto-Belisol (LTB) - Movistar Team (MOV) - Omega Pharma-Quick Step (OPQ) - Orica-GreenEDGE (OGE) - RadioShack-Leopard (RLT) - Team Saxo-Tinkoff (SAX) - Team Sky (SKY) - Vacansoleil-DCM (VCD) - Team Katusha (KAT) |  |

## Resultat
|        | Rytter                        | Hold               | Tid        | World Tour Point |
| ------ | ----------------------------- | ------------------ | ---------- | ---------------- |
| 1      | Fabian Cancellara (SUI)       | RadioShack-Leopard | 6h 05' 58" | 100              |
| 2      | Peter Sagan (SVK)             | Cannondale         | + 1' 26"   | 80               |
| 3      | Jürgen Roelandts (BEL)        | Lotto-Belisol      | + 1' 28"   | 70               |
| 4      | Alexander Kristoff (NOR)      | Team Katusha       | + 1' 40"   | 60               |
| 5      | Mathieu Ladagnous (FRA)       | FDJ                | + 1' 40"   | 50               |
| 6      | Heinrich Haussler (AUS)       | IAM Cycling        | + 1' 40"   | –                |
| 7      | Greg Van Avermaet (BEL)       | BMC Racing Team    | + 1' 40"   | 30               |
| 8      | Sébastien Turgot (FRA)        | Europcar           | + 1' 40"   | –                |
| 9      | John Degenkolb (GER)          | Argos-Shimano      | + 1' 40"   | 10               |
| 10     | Sebastian Langeveld (NED)     | Orica-GreenEDGE    | + 1' 40"   | 4                |
| 26     | Matti Breschel (DAN)          | Team Saxo-Tinkoff  | + 2' 49"   | -                |
| 85     | Lars Ytting Bak (DAN)         | Lotto-Belisol      | + 13' 35"  | -                |
| 102    | Anders Lund (DAN)             | Team Saxo-Tinkoff  | + 13' 35"  | -                |
| Udgået | Christopher Juul Jensen (DAN) | Team Saxo-Tinkoff  | -          | -                |
| Udgået | Jonas Aaen Jørgensen (DAN)    | Team Saxo-Tinkoff  | -          | -                |
| Udgået | Michael Mørkøv (DAN)          | Team Saxo-Tinkoff  | -          | -                |